# Francesc Suñer i Capdevila
|  | No s'ha de confondre amb el seu germà gran Francesc Sunyer i Capdevila. |

Francesc Suñer i Capdevila (Roses 1842 - Montevideo, setembre de 1916) fou un metge i polític català, germà petit de Francesc Sunyer i Capdevila, i degut a la coincidència de noms fou conegut com el petit.

## Biografia
Estudià medicina a la Universitat de Barcelona, on fou influït pel positivisme i fou redactor del diari El Ampurdanés. Es doctorà el 1872 amb la tesi De los tubérculos.
Durant la revolució de 1868 fou secretari de la Junta Revolucionària de Figueres i fou elegit diputat per Olot a les eleccions generals espanyoles de 1873. El 1871 i 1873 fou vicepresident de la Diputació de Girona. Quan el cop del general Pavía acabà amb la Primera República Espanyola el 1874 marxà a l'Uruguai. Després de revalidar el títol de metge, guanyà les oposicions a la càtedra de Fisiologia de la Facultat de Medicina i el1877 en fou nomenat degà.
El 1878 tornà a Catalunya, participà en el Congrés de Ciències Mèdiques de 1888 i el 1889 tornà a Montevideo, d'on ja no va tornar. El 1907 es presentà a les eleccions per a les Corts espanyoles fou escollit senador per la Solidaritat Catalana, però l'acta no li fou aprovada per no aportar els documents que acreditaven que gaudia de les condicions legals. El 1909 fundà l'Hospital Sanatorio Español a Montevideo, i la revista El Compilador Médico, que dirigirà fins a la seva mort, el setembre de 1916.